# Scoular Anderson
Scoular Anderson (Sunderland, 10 febbraio 1946) è un illustratore britannico, uno degli autori e illustratori di libri per bambini più famosi della Scozia, pubblicato in patria e all'estero.

## Biografia
È nato a Sunderland ma crebbe a Dunoon, nell'Argyll, in Scozia. Dopo aver concluso il college, ha studiato grafica alla Glasgow School of Art per poi trasferirsi a Londra per lavorare come illustratore per la London University. Durante questo periodo, ha anche lavorato come illustratore e scrittore per vari editori di libri per bambini. Tornò in Scozia nel 1976 dove iniziò a insegnare arte alla Cumbernauld High School di Glasgow, prima di tornare a Dunoon nel 1986 per lavorare come scrittore e illustratore freelance. Il primo libro che ha illustrato è stato "My First Joke Book" (Corgi, 1986). Oltre ad illustrare opere di altri autori, ha scritto lui stesso più di settanta libri, inclusa la serie "Space Pirates" (Frances Lincoln, dal 2004). Anderson è anche noto per aver scritto illustrando libri educativi umoristici per Birlinn Ltd, come "1314 And All That" (2000) e "1745 And All That" (2001), sulla storia della Scozia. Ha anche illustrato gli altri libri di Allan Burnett nella serie "And All That", nonché "Scottish Inventors" (2011) e "Scottish Criminals" (2011) di Gary Smailes. Ha inoltre fornito le illustrazioni per "Truly Terrible Tales" nel 1997, una serie di libri per bambini in quattro volumi che racconta le storie vere delle vite di esploratori, scienziati e scrittori.

## Opere
- A Puzzling Day at Castle MacPelican, June 1st 1994, Candlewick Press.
- 1314 and All That, Published March 1st 2000 by Birlinn Ltd.
- Fabulous Creatures – Are they Real?: Band 11/Lime (Collins Big Cat), September 1st 2005 by Collins.
- Pirate Treasure,  January 1st 2009 by Windmill Books.
- Stan the Dog and the Golden Goals, September 1st 2006 by Picture Window Books.
- How to be a Viking in 13 Easy Stages, January 1st 2007 by Collins Cobuild.
- Space Pirates and the Monster of Malswomp, June 11th 2007 by Lincoln Children's Books.